# Breakaway (canción de Donna Summer)
«Breakaway» (en español: Disidente) es una canción de la cantante Donna Summer lanzada como cuarto y último sencillo del álbum Another Place and Time de 1989. Fue escrita y producida por Stock, Aitken & Waterman.
"Breakaway" solo había sido lanzado como sencillo en los Estados Unidos en 1989. Sin embargo, debido a la popularidad del álbum Place and Time y tras el relanzamiento del éxito de 1982 "State of Independence"., una nueva versión remezclada fue publicado en 1991.
A pesar de que el sencillo no tuvo mucho éxito en la mayoría de los países de habla inglesa, fue Top 50 en el Reino Unido, resultó ser bien recibido en América Latina, donde marcó posiciones en países como Chile, Perú y Argentina. En Brasil, el sencillo fue acompañado por un vídeo musical y recibió un extenso airplay y es, hasta la fecha, una de las canciones más reconocidas de Summer.

## Lista de canciones
sencillo 7" Estados Unidos 1989
1. "Breakaway" – 4:10
2. "Thinkin' Bout My Baby" – 6:18

sencillo 7" Reino Unido 1991
1. "Breakaway (Remix)" – 3:34 (remixed by Phil Harding & Ian Curnow)
2. "Love Is In Control (Finger On The Trigger)" – 4:17

maxi 12" Estados Unidos 1989
1. "Breakaway (The Extended Power Mix)" – 6:08 (remixed by Tony Humphries)
2. "Breakaway (The Power Radio Mix)" – 4:02 (remixed by Tony Humphries)
3. "I Don't Wanna Get Hurt (12" Version)" – 6:58

maxi 12" Reino Unido 1991
1. "Breakaway (Remix Full Version)" – 6:44 (remixed by Phil Harding & Ian Curnow)
2. "Breakaway (Remix Edit)" – 3:34 (remixed by Phil Harding & Ian Curnow)
3. "Love Is In Control (Finger On The Trigger)" – 4:17

## Posicionamiento en listas
| Lista (1991)                            | Máxima posición |
| --------------------------------------- | --------------- |
| Europa (European Airplay Top 50)        | 38              |
| Reino Unido UK Singles (OCC)            | 49              |
| Reino Unido UK Dance Chart (Music Week) | 45              |